# Gran Premio motociclistico d'Olanda 1953
Il Gran Premio motociclistico d'Olanda 1953  fu il secondo appuntamento del Motomondiale 1953 e vi corsero tutte le quattro classi disputate in singolo mentre non furono presenti i sidecar.
Si svolse sabato 27 giugno 1953 sul circuito di Assen e si registrò la vittoria di Geoff Duke su Gilera in 500, di Enrico Lorenzetti su Moto Guzzi in 350 e la doppietta di Werner Haas su NSU nelle due categorie di minor cilindrata, la 250 e la 125.
La vittoria della Moto Guzzi di Lorenzetti nella 350 fu anche la prima nella storia della classe a sfuggire alle case motociclistiche britanniche: nelle 27 occasioni precedenti si erano imposte la Norton in 15 occasioni, la Velocette in 10 e la AJS nelle due restanti.

## Classe 500
Furono 41 i piloti presenti alla partenza e di essi 13 vennero classificati al termine della gara

### Arrivati al traguardo
| Pos. | Pilota           | Moto      | Tempo      | Punti |
| ---- | ---------------- | --------- | ---------- | ----- |
| 1    | Geoff Duke       | Gilera    | 1h 38:23.3 | 8     |
| 2    | Reg Armstrong    | Gilera    | + 47.1     | 6     |
| 3    | Ken Kavanagh     | Norton    | + 55.8     | 4     |
| 4    | Giuseppe Colnago | Gilera    | + 2:14.4   | 3     |
| 5    | Jack Brett       | Norton    | + 3:36.1   | 2     |
| 6    | Bill Doran       | AJS       | + 9:26.6   | 1     |
| 7    | Walter Zeller    | BMW       | + 1 giro   |       |
| 8    | Piet Bakker      | Norton    | + 1 giro   |       |
| 9    | Raymond Laurent  | Norton    | + 1 giro   |       |
| 10   | Geoffrey Read    | Norton    | + 1 giro   |       |
| 11   | Keith Bryen      | Norton    | + 2 giri   |       |
| 12   | Priem Rozenberg  | Matchless | + 2 giri   |       |
| 13   | Lodewijk Simons  | Matchless | + 3 giri   |       |

### Ritirati
| Pilota                | Moto       | Motivo ritiro |
| --------------------- | ---------- | ------------- |
| Rally Dean            | Norton     |               |
| Zacky Dean            | Norton     |               |
| Alfredo Milani        | Gilera     |               |
| Keith Campbell        | Norton     |               |
| Henk Steman           | Matchless  |               |
| Tony McAlpine         | Norton     |               |
| Humphrey Ranson       | Norton     |               |
| Simon Sandys-Winsch   | Norton     |               |
| Arthur Wheeler        | Matchless  |               |
| Peter Murphy          | Matchless  |               |
| Robin Sherry          | AJS        |               |
| Barrie Stormont       | Norton     |               |
| Fergus Anderson       | Moto Guzzi |               |
| Charles Bruguiere     | Norton     |               |
| Rod Coleman           | AJS        |               |
| Rudolf Knees          | Norton     |               |
| Ernie Ring            | Matchless  |               |
| Robert Matthews       | Norton     |               |
| Ken Mudford           | Norton     |               |
| George Scott          | AJS        |               |
| Harold Clark          | Matchless  |               |
| Ray Amm               | Norton     |               |
| George Morgan         | Norton     |               |
| Umberto Masetti       | Gilera     |               |
| Friedel Schön         | Horex      |               |
| Leslie Trevor Simpson | Matchless  |               |
| Dickie Dale           | Gilera     |               |
| Enrico Lorenzetti     | Moto Guzzi |               |

## Classe 350

### Arrivati al traguardo (primi 6)
| Pos. | Pilota            | Moto       | Tempo | Punti |
| ---- | ----------------- | ---------- | ----- | ----- |
| 1    | Enrico Lorenzetti | Moto Guzzi |       | 8     |
| 2    | Ray Amm           | Norton     |       | 6     |
| 3    | Ken Kavanagh      | Norton     |       | 4     |
| 4    | Jack Brett        | Norton     |       | 3     |
| 5    | Ernie Ring        | AJS        |       | 2     |
| 6    | Bill Doran        | AJS        |       | 1     |

## Classe 250

### Arrivati al traguardo (primi 6)
| Pos. | Pilota            | Moto       | Tempo | Punti |
| ---- | ----------------- | ---------- | ----- | ----- |
| 1    | Werner Haas       | NSU        |       | 8     |
| 2    | Fergus Anderson   | Moto Guzzi |       | 6     |
| 3    | Reg Armstrong     | NSU        |       | 4     |
| 4    | Enrico Lorenzetti | Moto Guzzi |       | 3     |
| 5    | Siegfried Wünsche | DKW        |       | 2     |
| 6    | August Hobl       | DKW        |       | 1     |

## Classe 125

### Arrivati al traguardo (prime 6 posizioni)
| Pos | Pilota         | Moto        | Tempo | Punti |
| --- | -------------- | ----------- | ----- | ----- |
| 1   | Werner Haas    | NSU         |       | 8     |
| 2   | Carlo Ubbiali  | MV Agusta   |       | 6     |
| 3   | Cecil Sandford | MV Agusta   |       | 4     |
| 4   | Luigi Zinzani  | Moto Morini |       | 3     |
| 5   | Drikus Veer    | Moto Morini |       | 2     |
| 6   | Bill Webster   | MV Agusta   |       | 1     |